# Médard Lusadusu Basilwa
Médard Lusadusu Basilwa, właśc. Médard Mathieu Lusadusu Basilwa  (ur. 5 marca 1958 w Kibunzi) – kongijski trener piłkarski, były selekcjoner reprezentacji Demokratycznej Republiki Konga.

## Kariera trenerska
W 2000 roku Lusadusu poprowadził reprezentację Demokratycznej Republiki Konga w Pucharze Narodów Afryki 2000. Demokratyczna Republika Konga nie wyszła z grupy notując wyniki: 0:0 z Algierią, 0:1 z Republiką Południowej Afryki i 0:0 z Gabonem.